# Jumail
Jumail (em árabe: الجميل; romaniz.: al-Jumail), Jamil (em árabe: آل جميل،; romaniz.: al-Jamīl) ou Gemil (em árabe: الجيميل; romaniz.: el-Gemil; lit. "lugar belo") é uma cidade da Líbia localizada no distrito de Nigatal Homs. Segundo censo de 2012, havia 25 699 residentes.

## Guerra Civil Líbia
Após fevereiro de 2011, durante a Guerra Civil Líbia, Ragdaline e Jumail foram usadas como bases para os ataques das tropas lealistas contra a recém-perdida Zuara. Ela foi um dos últimos focos de resistência lealista, tendo sido registrados combates naquela localidade em 6 de outubro. No final de outubro brigadas de Misurata invadiram as casas das pessoas procurando por adeptos do regime deposto, como resultado dezenas de jovens desapareceram e quatro foram mortos, uma das mortes foi causada por choques elétricos, outro corpo foi encontrado com a língua e os genitais cortados.